# Folkový kvítek
Folkový kvítek byl folkový festival, který byl zároveň autorsko-interpretační soutěží folkových nadějí do 18 let. První Folkový kvítek se uskutečnil v roce 1992, poslední v roce 2018. Pořadatelem soutěže, která se konala každý rok na Konopišti (okres Benešov), byla organizace Květ - sdružení klubů dětí a dětských domovů v ČR.